# Vitor Mendes
Vitor Mendes Alves (Belém, 13 febbraio 1999) è un calciatore brasiliano, difensore svincolato.

## Caratteristiche tecniche
È un difensore centrale.

## Carriera
Il 30 maggio 2021 debutta in Série A con la maglia della Juventude con cui gioca l'incontro pareggiato 2-2 contro il Cuiabá.

## Statistiche
Statistiche aggiornate al 21 giugno 2021.

### Presenze e reti nei club
| Stagione        | Squadra          | Campionato      | Campionato | Campionato | Coppe nazionali | Coppe nazionali | Coppe nazionali | Coppe continentali | Coppe continentali | Coppe continentali | Altre coppe | Altre coppe | Altre coppe | Totale | Totale | Totale |
| Stagione        | Squadra          | Comp            | Pres       | Reti       | Comp            | Pres            | Reti            | Comp               | Pres               | Reti               | Comp        | Pres        | Reti        | Pres   | Reti   |        |
| --------------- | ---------------- | --------------- | ---------- | ---------- | --------------- | --------------- | --------------- | ------------------ | ------------------ | ------------------ | ----------- | ----------- | ----------- | ------ | ------ | ------ |
| 2020            | Boa Esporte      | M1/MG+C         | 1+3        | 0          | CB              | 0               | 0               |                    | -                  | -                  |             | -           | -           | 4      | 0      |        |
| 2020            | Figueirense      | PD/SC+B         | 0+19       | 0          | CB              | 0               | 0               |                    | -                  | -                  |             | -           | -           | 19     | 0      |        |
| 2021            | Juventude        | PD/RS+A         | 10+34      | 0+2        | CB              | 1               | 1               |                    | -                  | -                  |             | -           | -           | 45     | 3      |        |
| 2022            | Atlético Mineiro | M1/MG+A         | 3+0        | 0          | CB              | 0               | 0               |                    | -                  | -                  |             | -           | -           | 3      | 0      |        |
| 2022            | Juventude        | PD/RS+A         | 0+19       | 0+1        | CB              | 2               | 0               |                    | -                  | -                  |             | -           | -           | 21     | 1      |        |
| 2023            | Fluminense       | A/RJ+A          | 4+2        | 0          | CB              | 0               | 0               | CL                 | 3                  | 0                  |             | -           | -           | 9      | 0      |        |
| Totale carriera | Totale carriera  | Totale carriera | 95         | 3          |                 | 3               | 1               |                    | 3                  | 0                  |             | -           | -           | 101    | 4      |        |

## Palmarès

### Club

#### Competizioni statali
- Campionato Mineiro: 1

Atletico Mineiro: 2022